# Halticoptera cleodoxa
Halticoptera cleodoxa är en stekelart som först beskrevs av Walker 1843.  Halticoptera cleodoxa ingår i släktet Halticoptera och familjen puppglanssteklar. Inga underarter finns listade i Catalogue of Life.